# Joseph R. Burton

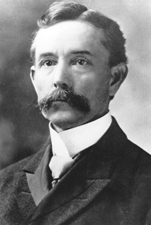
Joseph R. Burton

Joseph Ralph Burton, född 16 november 1852 i Lawrence County, Indiana, död 27 februari 1923 i Los Angeles, Kalifornien, var en amerikansk republikansk politiker. Han representerade delstaten Kansas i USA:s senat 1901–1906.
Burton studerade vid Franklin College och Indiana Asbury University (numera DePauw University). Han studerade sedan juridik och inledde 1875 sin karriär som advokat i Indiana. Han flyttade 1878 till Kansas.
Burton efterträdde 1901 Lucien Baker som senator för Kansas. Han avgick 1906 efter att ha blivit dömd för mutbrott och efterträddes som senator av Alfred W. Benson. Burton fick ett fem månader långt fängelsestraff.